# Marie Pujmanová
Marie Pujmanová (née le 8 juin 1893 à Prague et morte le 19 mai 1958 dans la même ville) est une poétesse et nouvelliste austro-hongroise puis tchécoslovaque d'expression tchèque.

## Biographie
Marie Pujmanová est née à Prague le 8 juin 1893. Elle suit ses études à université Charles de Prague. 
Elle est l'une des fondatrices du réalisme socialiste tchèque.
Elle décède le 19 mai 1958 à Prague. 